# مکس شریشن
مکس شریشن (انگلیسی: Max Schirschin; ۲۹ january ۱۹۲۱ – ۱۶ مه ۲۰۱۳ (۹۲ ساله)) بازیکن فوتبال اهل آلمان بود.
از باشگاه‌هایی که در آن بازی کرده‌است می‌توان به باشگاه فوتبال آنژه، باشگاه فوتبال شالکه ۰۴، و باشگاه فوتبال لو آور اشاره کرد.